# TM NETWORK TOUR MAJOR TURN-ROUND Supported by ROJAM.COM
TM NETWORK TOUR MAJOR TURN-ROUND Supported by ROJAM.COMは2000年から2001年にかけて行われた、TM NETWORKの再結成後初となるライブツアー。

## 概要・エピソード
- Major Turn-Roundからの曲を全曲演奏した。過去の曲は本編では2曲しかない。
- UMUというスクリーンを使用していた。これは映像を映すスクリーンの一つで、電圧の程度によって透明になったり映像が映ったりするというものである。UMUのある地点から上だけ映像を流し、その地点から下は透明になると言った事も可能である。そのUMUをコンサートの幕として使用し、音と映像の融合を目指した。

## メンバー
- 小室哲哉：キーボード・プロデュース
- 宇都宮隆：ボーカル・ギター
- 木根尚登：ギター・キーボード・コーラス

## サポートメンバー
- 葛城哲哉：ギター・コーラス
- 山田亘：ドラムス
- 春山信吾：ベース

## 公演日程・場所
- 2000年
  - 12/5,6 大阪厚生年金会館
  - 12/8 新潟県民会館
  - 12/12 大宮ソニックシティ
  - 12/14 長崎ブリックホール
  - 12/15 福岡サンパレス
  - 12/19 広島厚生年金会館
- 2001年
  - 1/7 宮城県民会館
  - 1/9 北海道厚生年金会館
  - 1/11,12 名古屋センチュリーホール
  - 1/15 大阪厚生年金会館
  - 1/17,19,20 東京国際フォーラム・ホールA

## 曲目
1. Worldproof
2. Ignition,Sequence,Start
3. Still Love Her
4. Major Turn-Round(1st Impression〜2nd Impression〜3rd impression)
5. Pale Shelter
6. We Are Starting over
7. Electric Prophet
8. Message
9. Cube
10. (En1) Get Wild
11. (En2) Time To Count Down
12. (En3) Timemachine

## 映像作品
上記の曲目が収録されたライブDVDが2001年11月21日及び12月5日にそれぞれリリースされている。
- LIVE TOUR Major Turn-Round 01 -Turn Round Edition-
- LIVE TOUR Major Turn-Round 02 -Encore + D.Harada V-Mix Edition-